# Brasserie Dupont
Pour les articles homonymes, voir Dupont ou Dupond.
 (avril 2020).
La Brasserie Dupont est une entreprise belge établie à Tourpes dans la commune de Leuze-en-Hainaut, au centre du Hainaut occidental en Belgique.

## Historique

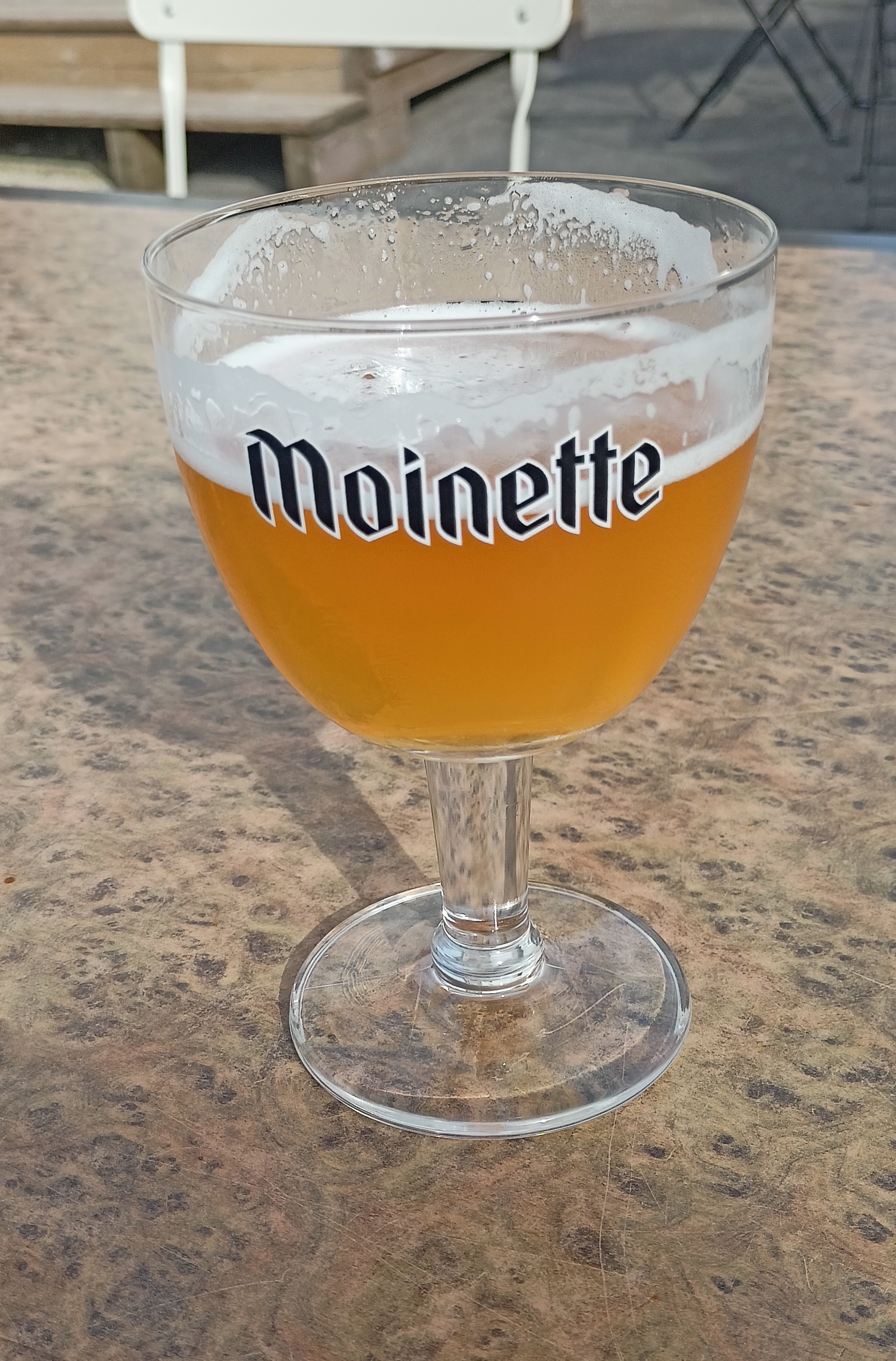
Verre de bière Moinette.

La brasserie Dupont est installée depuis 1844 dans la ferme Rimaux-Deridder datant de 1759. 
L'entreprise exporte 40 % des 30 000 hl (hectolitres) produits annuellement dans une trentaine de pays (France, États-Unis, Italie, Espagne, Japon…).
La brasserie fait partie de l'association brassicole Belgian Family Brewers.